# بلدة لانسينغ تشارتر (ميشيغان)
لانسينغ تشارتر (بالإنجليزية: Lansing Charter Township, Michigan)‏ هي بلدة تقع بولاية ميشيغان في الولايات المتحدة. تبلغ مساحتها 13.1 (كم²)، وترتفع عن سطح البحر 265 م، بلغ عدد سكانها 8126 نسمة في عام تعداد الولايات المتحدة 2010 حسب إحصاء مكتب تعداد الولايات المتحدة .

## وصلات خارجية
- The US50 - Cities and Towns in Michigan State
- Michigan Cities and Towns, Facts, Map, Flag, Colleges, Government, and More